# Happy Feet
Happy Feet är en amerikansk animerad film från 2006 i regi av George Miller. Filmen tilldelades en Oscar för bästa animerade film och BAFTA Award för bästa animerade film.

## Handling
Filmen handlar om kejsarpingvinen Mummel som lever med sin flock på Antarktis. Mummel är dock olik de andra pingvinerna då han inte kan sjunga. I kejsarpingvinernas samhälle måste pingvinerna sjunga för att hitta sin livspartner. Detta blir ett stort problem för Mummel, och hans föräldrar börjar befara att deras son kanske aldrig kommer att hitta sin kärlek. Mummel får det svårt i skolan då han inte kan delta i sångerna under lektionerna. Han tillbringar sin tid ensam längst bak i klassen, ofta försjunken i egna tankar. Mummel har dock en annan talang, stepp.

## Kritik
Svenska kritiker har gett filmen bra betyg, där MovieZine gav filmen 3/5. Aftonbladet gav filmen 3 ”plus” av 5, och Expressen gav 4 getingar av 5 möjliga. Svenska Dagbladet gav betyget 4/6.
Den amerikanska recensionsredaktionen Rotten Tomatoes har för filmen ett aggregerat omdöme på 76 % baserat på 169 recensioner.

## Rollista i urval
| Roll                   | Originalröst      | Svensk röst      |
| ---------------------- | ----------------- | ---------------- |
| Mumble/Mummel          | Elijah Wood       | Oskar Nilsson    |
| Ramon                  | Robin Williams    | Erik Ahrnbom     |
| Gloria                 | Brittany Murphy   | Anna Sahlene     |
| Memphis                | Hugh Jackman      | Jakob Stadell    |
| Norma Jean/Marianne    | Nicole Kidman     | Myrra Malmberg   |
| Noah the Elder/Noak    | Hugo Weaving      | Göran Engman     |
| Lovelace/Manfred       | Robin Williams    | Max Lorentz      |
| Skua Boss/Storlabben   | Anthony LaPaglia  | Ole Ornered      |
| Mumble/Mummel som unge | Elizabeth Daily   | Daniel Melén     |
| Fröken Viola           | Magda Szubanski   | Susanne Barklund |
| Fru Astrakan           | Miriam Margolyes  | Sussie Eriksson  |
| Nestor                 | Carlos Alazraqui  | Adam Fietz       |
| Raul                   | Lombardo Boyar    | Ola Forssmed     |
| Rinaldo                | Jeffrey Garcia    | Göran Gillinger  |
| Lombardo               | Johnny A. Sanchez | Magnus Rongedal  |
| Maurice                | Dee Bradley Baker | Mattias Knave    |
| Gloria som unge        | Alyssa Shafer     | Amanda Jennefors |
| Seymour/Sigmund        | Fat Joe           |                  |
| Trev                   | Steve Irwin       |                  |
| Leopardsäl             | Roger Rose        |                  |
| Michelle               | Chrissie Hynde    |                  |